# Tonea Stewart
Tonea Stewart (* 3. Februar 1947 in Greenwood, Mississippi) ist eine US-amerikanische Schauspielerin. 

## Leben
Stewart ist durch ihre Rolle der Aunt Etta Kibbey in der Fernsehserie In der Hitze der Nacht bekannt. Sie ist mit Allen Stewart verheiratet.

## Filmografie (Auswahl)

### Filme
- 1987: Courtship
- 1988: Mississippi Burning – Die Wurzel des Hasses (Mississippi Burning)
- 1990: Eine herzliche Affäre (Love Hurts)
- 1993: Body Snatchers – Angriff der Körperfresser (Body Snatchers)
- 1994: Eine Weihnacht (One Christmas, Fernsehfilm)
- 1996: Die Jury (A Time to Kill)
- 2002: Baby of the Family
- 2005: Constellation
- 2009: Genius in Heels
- 2012: Carolyn Somebody
- 2017: Genauso anders wie ich (Same Kind of Different as Me)
- 2019: Just Mercy

### Fernsehserien
- 1988–1994: In der Hitze der Nacht (In the Heat of the Night, 37 Folgen)
- 1999: Emergency Room – Die Notaufnahme (ER, eine Folge)

## Auszeichnungen

### Nominiert
- 1997: Image Award als Beste Nebendarstellerin in  Die Jury